# Estigmene biguttata
Estigmene biguttata là một loài bướm đêm thuộc phân họ Arctiinae, họ Erebidae.